# كورت ريغلي
كورت ريغلي (بالإنجليزية: Kurt Wrigley)‏ هو لاعب دوري الرغبي أسترالي، ولد في 13 سبتمبر 1969 في توومبا في أستراليا.